# Dawn Brothers
Dawn Brothers is een Nederlandse band uit Rotterdam. Hun muziek is een combinatie van allerlei genres, waaronder rock, folk, blues en soul.

## Biografie
Voordat Dawn Brothers werd opgericht, waren de bandleden al bekende gezichten in de Rotterdamse en Dordrechtse muziekscene en speelden ze in diverse bands. In 2015 besloten ze, na het uiteenvallen van deze bands, samen een groep op te richten onder de naam Bolt & The Swamp People. 
Wanneer ze in 2017 hun eerste album Stayin' Out Late uitbrengen, verandert de band de naam Dawn Brothers. Het album werd in 2016 opgenomen in de studio van DeWolff aan de Oudegracht in Utrecht. DeWolff-frontman Pablo van de Poel werd één van de producers van het album. Het album, beïnvloed door onder andere Little Feat, The Band en Creedence Clearwater Revival, groeide uit tot een onverwacht succes en kreeg lovende recensies. De single Vampire bereikte de Nederlandse en Duitse indielijsten. Muziektijdschrift OOR riep Dawn Brothers uit tot "OORtalent" tijdens de Popronde. In 2017 speelden de Dawn Brothers meer dan 150 shows, waarvan zeven keer in Paradiso. Ook Duitsland, Frankrijk, Hongarije en het Verenigd Koninkrijk werden aangedaan. De band maakte indruk op velen met hun optreden op het WDR Rockpalast Crossroads-festival in Duitsland. Ze speelden ook op het Oppikoppi-festival in Zuid-Afrika en vlogen de Atlantische Oceaan over om op te treden op het legendarische Americanafest in Nashville, als de eerste Nederlandse band ooit.
Het tweede Dawn Brothers album, getiteld Classic, verscheen op 12 oktober 2018, gevolgd door headlinetours door Nederland en Duitsland en twee tournees met ondersteuning van DeWolff. Met DeWolff bracht Dawn Brothers in 2019 de EP Next of Kin uit. Hierna volgden de albums Dusk (2021) en Double Cream (2022). Laatstgenoemd album, opnieuw een samenwerking met DeWolff, werd naast lovende recensies ook genomineerd voor een Edison. Daarnaast maakte bassist Tammo Deuling op dit album zijn debuut bij de band.
In 2023 brachten Dawn Brothers en DeWolff gezamenlijk nog twee nummers uit; (Do the) Double Cream, en Neighbor. Laatstgenoemde werd in de zomer van 2023 uitgeroepen tot NPO Radio 2 TopSong en werd een kleine radiohit in Nederland. Ook traden beide bands dat jaar met elkaar op op North Sea Jazz.
Op 27 oktober 2023 verscheen Alpine Gold, het vijfde studioalbum van Dawn Brothers.

## Discografie

### Studioalbums
- Stayin' Out Late (2017)
- Classic (2018)
- Dusk (2021)
- Double Cream (2022)
- Alpine Gold (2023)

### EP's
- Next of Kin (2019)

### Singles
- Vampire (2017)
- (Do the) Double Cream (met DeWolff) (2023)
- Neighbor (met DeWolff) (2023)

### Hitnoteringen
| Album met eventuele hitnotering(en) in de Nederlandse Album Top 100 | Datum van verschijnen | Datum van binnenkomst | Hoogste positie | Aantal weken | Opmerkingen |
| ------------------------------------------------------------------- | --------------------- | --------------------- | --------------- | ------------ | ----------- |
| Double Cream                                                        | 2022                  | 10-12-2022            | 87              | 1            | met DeWolff |